# Corsavy
Corsavy (em catalão:  Cortsaví) é uma comuna francesa na região administrativa da Occitânia, no departamento dos Pirenéus Orientais. Estende-se por uma área de 47.02 km², e possui 222 habitantes, segundo o censo de 2018, com uma densidade de 4.7 hab/km².